# Kuunkuiskaajat

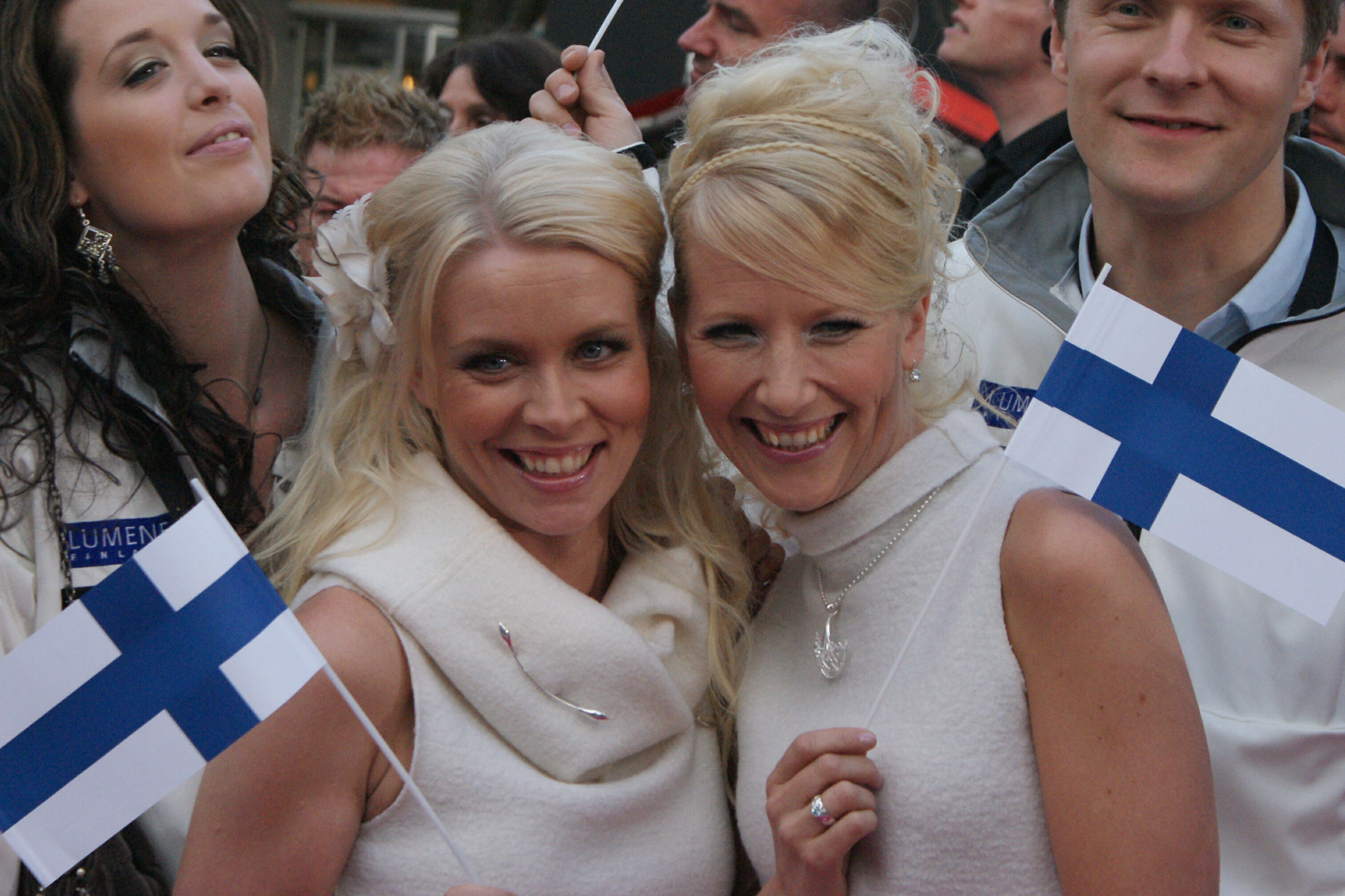
Kuunkuiskaajat

Kuunkuiskaajat este o formație de muzică din Finlanda formată din două femei. Cele două membre sunt Susan Aho și Johanna Virtanen. Ele și-au reprezentat țara la Concursul Muzical Eurovision 2010 cu melodia „Työlki ellää”.

## Discografie
- Kuunkuiskaajat (2009)
- Revitty rakkaus (2016)